# Angevillers
Angevillers település Franciaországban, Moselle megyében. Lakosainak száma 1357 fő (2022. január 1.). Angevillers Algrange, Escherange, Fontoy, Havange, Rochonvillers és Thionville községekkel határos.

## Népesség
A település népességének változása:
| Lakosok száma | 1397 | 1284 | 1175 | 1262 | 1247 | 1248 | 1253 | 1253 | 1264 | 1357 |
|               | 1968 | 1982 | 1990 | 2006 | 2013 | 2015 | 2017 | 2019 | 2020 | 2022 |